# وارشافکا (باشقیرستان)
وارشافکا (انگلیسی: Varshavka, Bashkortostan) یک شهرک در شهرستان کارماسکالینسکی استان باشقیرستان کشور روسیه است.